# Direttore (grado militare)
Direttore o Conduttore (russo: Кондуктор, traslitterato Konduktor; inglese: Conductor; svedese: Konduktör) è o era un grado o un incarico ricoperto da alcuni ufficiali o sottufficiali di forze armate attuali o del passato.

## Italia
Nella Marina Militare Italiana, come in passato nella Regia Marina il direttore è l'ufficiale del Genio Navale responsabile a livello direttivo della propulsione meccanica, del funzionamento e della manutenzione degli impianti meccanici ed elettrici a bordo di una nave, e la figura apicale tra gli ufficiali macchinisti.
Nella Marina mercantile il direttore di macchina (indicato con la sigla DM o DM1 ove previsto che imbarchi anche il suo secondo; in lingua inglese: chief engineer) è una qualifica professionale e una posizione di bordo della sezione di macchina prevista e certificata della normativa internazionale di cui alla convenzione IMO STCW, sez. A - regola III/2 in vigore.
Analogamente alla Marina Militare, nella Marina mercantile italiana il direttore di macchina è l'ufficiale responsabile a livello direttivo della propulsione meccanica, del funzionamento e della manutenzione degli impianti meccanici ed elettrici a bordo di una nave, nonché la qualifica più elevata e la figura apicale tra gli ufficiali macchinisti, secondo nella gerarchia di bordo delle navi mercantili, dopo il comandante e prima di quello del comandante in seconda e del direttore di macchina in seconda.

## Regno Unito
Direttore (inglese: Conductor, abbreviato: Cdr) è un incarico ricoperto da alcuni selezionati Warrant Officer 1st Class nel Royal Logistic Corps ed è uno degli incarichi che può essere ricoperto da uno dei più anziani warrant officer del British Army. In precedenza, il direttore era il warrant officer più anziano, ma è stato superato con la creazione della nomina a sergente maggiore dell'esercito nel 2015 in seguito alle riforme dell'esercito.

Distintivo di grado di WO 1

L'incarico è stato reintrodotto nel esercito australiano nel luglio 2005, dopo che era stato abolito alla fine degli anni quaranta. I primi sei Conductors furono nominati nell'aprile 2006.
La nomina di conductor fu utilizzata nell'esercito neozelandese fino agli anni trenta. Dopo essere stata abolita venne reintrodotta nel 1977, con la clausola che si potessero nominare un massimo di cinque conductors alla volta. La nomina di conductor è stata interrotta con la fusione del Royal New Zealand Army Ordnance Corps nel Royal New Zealand Army Logistic Regiment al momento della sua istituzione nel 1996.
Conductors e Sub-conductors esistevano anche nel British Indian Army come incarichi ricoperti da warrant officers britannici. Il British Indian Army, tuttavia, non adottò mai il grado di  Warrant Officer 1st Class, e Conductors e Sub-conductors erano, quindi, gli unici titoli utilizzati.
L'incarico attualmente può essere ricoperto da un Warrant Officer 1st Class in qualsiasi specialità del Royal Logistic Corps, inclusi il Corpo Reale dei Trasporti, l'Army Catering Corps, il Corpo dei Reali Pionieri, nei Royal Engineers e nel servizio corrieri.
I potenziali Conductors devono aver ricoperto il grado di Warrant Officer 1st Class per almeno un anno (ridotto da tre anni nel 2006). Dal 2009, non più di otto Warrant Officer 1st Class in servizio nel Royal Logistic Corps possono ricoprire contemporaneamente la carica di direttore Conductor.
Due Conductors del Bengal Ordnance Department sono stati decorati con la Victoria Cross durante i moti indiani del 1857. John Buckley a Delhi l'11 maggio 1857 e James Miller a Futtepore il 28 ottobre 1857.
Un ex Conductor del Royal Logistic Corps, il capitano Peter Norton, ha ottenuto la George Cross vicino a Baghdad il 24 luglio 2005.

## Impero russo
Konduktor (cirillico: Кондуктор) traducibile con Direttore (direttore della timoneria, direttore del servizio di segnalazioni a bordo e a terra, direttore di tiro, etc.) nella Russia zarista era il grado apicale dei sottufficiali della Marina Imperiale Russa. Coloro che ricoprivano il grado di Konduktor facevano parte dello staff della flotta russa, dal 1798, come parte dei ranghi del genio del Canale di Kronštadt di Pietro il Grande. Il grado di Konduktor  era diviso in due classi:
- Konduktor di 1ª classe equivalente al grado di Praporščik;
- Konduktor di 2ª classe equivalente al grado di Starši unter-officer.

Con ordinanza del Dipartimento marittimo n. 81, 9 luglio 1894, furono approvati i "Regolamenti per Stáršij bocman e Konduktor", secondo i quali vennero istituiti, nella Marina imperiale, i gradi di Stáršij bocman e di direttori di artiglieria, direttore di macchina, direttore del servizio di segnalazioni etc, riservato al personale della Marina Imperiale che aveva prestato servizio per un determinato periodo di tempo e superato l'esame per la gestione di una particolare specialità. Il grado di Konduktor faceva eccezione, in quanto poteva essere assegnato ai gradi inferiori che non avevano raggiunto il grado di sottufficiale. Fino alla metà del XIX secolo, il grado di conduttore veniva assegnato solo ai sottufficiali del corpo del personale navigante, del genio navale e del genio infrastrutture. Dalla seconda metà del XIX secolo il grado fu assegnato ai sottufficiali del servizio navale e costiero e delle principali specialità navali:
- Tecnici mine navali
- macchinisti;
- timonieri (direttore della timoneria);
- Servizio di vedetta (direttore del servizio di vedetta);
- telemetristi;
- artiglieri (direttore di artiglieria; i direttori di artiglieria indossavano l'uniforme generale dei direttori navali, con uno stemma dorato e uno stemma metallico a forma di due cannoni incrociati sulle asole del colletto);
- addetti alla sentina
- fuochisti;
- altri.

I Konduktory erano gli assistenti più vicini agli ufficiali di marina; a loro era affidata la responsabilità di addestrare i gradi inferiori nella specialità. Il nostromo anziano (russo: Старший боцман, traslitterato: Starši bocman)  era responsabile del reparto marinaresco della nave. Nella marina, i  Konduktory (cirillico: Кондукторы) godevano di privilegi: avevano un reparto separato, ricevevano una retribuzione maggiore, inclusa un'indennità per l'educazione dei figli, godevano di cure gratuite, avevano ferie retribuite.
Dopo la rivoluzione russa del 1917, il titolo è stato abolito.
| Descrizione | Distintivi di grado da sottufficiale della Marina imperiale russa (1856) | Distintivi di grado da sottufficiale della Marina imperiale russa (1856) | Distintivi di grado da sottufficiale della Marina imperiale russa (1856) | Distintivi di grado da sottufficiale della Marina imperiale russa (1856) |
| ----------- | ------------------------------------------------------------------------ | ------------------------------------------------------------------------ | ------------------------------------------------------------------------ | ------------------------------------------------------------------------ |
| spalline    |                                                                          |                                                                          |                                                                          |                                                                          |
| grado       | Konduktor del corpo dell'artiglieria navale                              | Konduktor del Corpo del Genio navale                                     | Konduktor di 1ª classe del 1° laboratorio (23 gennaio—24 febbraio 1856)  | Konduktor del Corpo del Genio infrastrutture marittime                   |

| Descrizione | Distintivi di grado da sottufficiale della Marina imperiale russa (1904—1912) | Distintivi di grado da sottufficiale della Marina imperiale russa (1904—1912) | Distintivi di grado da sottufficiale della Marina imperiale russa (1904—1912) | Distintivi di grado da sottufficiale della Marina imperiale russa (1904—1912) | Distintivi di grado da sottufficiale della Marina imperiale russa (1904—1912) | Distintivi di grado da sottufficiale della Marina imperiale russa (1904—1912) | Distintivi di grado da sottufficiale della Marina imperiale russa (1904—1912) | Distintivi di grado da sottufficiale della Marina imperiale russa (1904—1912) | Distintivi di grado da sottufficiale della Marina imperiale russa (1904—1912) | Distintivi di grado da sottufficiale della Marina imperiale russa (1904—1912) | Distintivi di grado da sottufficiale della Marina imperiale russa (1904—1912) | Distintivi di grado da sottufficiale della Marina imperiale russa (1904—1912) | Distintivi di grado da sottufficiale della Marina imperiale russa (1904—1912) | Distintivi di grado da sottufficiale della Marina imperiale russa (1904—1912) | Distintivi di grado da sottufficiale della Marina imperiale russa (1904—1912) |
| ----------- | ----------------------------------------------------------------------------- | ----------------------------------------------------------------------------- | ----------------------------------------------------------------------------- | ----------------------------------------------------------------------------- | ----------------------------------------------------------------------------- | ----------------------------------------------------------------------------- | ----------------------------------------------------------------------------- | ----------------------------------------------------------------------------- | ----------------------------------------------------------------------------- | ----------------------------------------------------------------------------- | ----------------------------------------------------------------------------- | ----------------------------------------------------------------------------- | ----------------------------------------------------------------------------- | ----------------------------------------------------------------------------- | ----------------------------------------------------------------------------- |
| spalline    |                                                                               |                                                                               |                                                                               |                                                                               |                                                                               |                                                                               |                                                                               |                                                                               |                                                                               |                                                                               |                                                                               |                                                                               |                                                                               |                                                                               |                                                                               |
| grado       | Stáršij bocman                                                                |                                                                               | Minnoj Konduktor                                                              | Mašinnyj konduktor                                                            |                                                                               |                                                                               | Signal'nyj konduktor                                                          |                                                                               | Rulevoj konduktor                                                             | Minno-mašinnyj konduktor (1902—1913)                                          |                                                                               |                                                                               | Minno-artillerijskij konduktor (1902—1913)                                    | Stáršij fel'dšer                                                              |                                                                               |
| Descrizione | Distintivi di grado da sottufficiale della Marina imperiale russa (1913—1917) | Distintivi di grado da sottufficiale della Marina imperiale russa (1913—1917) | Distintivi di grado da sottufficiale della Marina imperiale russa (1913—1917) | Distintivi di grado da sottufficiale della Marina imperiale russa (1913—1917) | Distintivi di grado da sottufficiale della Marina imperiale russa (1913—1917) | Distintivi di grado da sottufficiale della Marina imperiale russa (1913—1917) | Distintivi di grado da sottufficiale della Marina imperiale russa (1913—1917) | Distintivi di grado da sottufficiale della Marina imperiale russa (1913—1917) | Distintivi di grado da sottufficiale della Marina imperiale russa (1913—1917) | Distintivi di grado da sottufficiale della Marina imperiale russa (1913—1917) | Distintivi di grado da sottufficiale della Marina imperiale russa (1913—1917) | Distintivi di grado da sottufficiale della Marina imperiale russa (1913—1917) | Distintivi di grado da sottufficiale della Marina imperiale russa (1913—1917) | Distintivi di grado da sottufficiale della Marina imperiale russa (1913—1917) | Distintivi di grado da sottufficiale della Marina imperiale russa (1913—1917) |
| spalline    |                                                                               |                                                                               |                                                                               |                                                                               |                                                                               |                                                                               |                                                                               |                                                                               |                                                                               |                                                                               |                                                                               |                                                                               |                                                                               |                                                                               |                                                                               |
| grado       | Stáršij bocman                                                                | artillerijskij konduktor                                                      | Minnyj Konduktor                                                              | Mašinnyj konduktor, Trjumnyj konduktor, Stáršij mašinnyj soderžatel'          | Gal'vanёrnyj konduktor                                                        | Telegrafnyj konduktor (1913—1916), Radiotelegrafnyj konduktor (1916—1917)     | Signal'nyj konduktor, Signal'no-dal'nomernyj konduktor                        | Kočegarnyj konduktor                                                          | Rulevoj konduktor                                                             | Minno-mašinnyj konduktor                                                      | Konduktor-elektrik                                                            | Škiper, Stáršij bатаlёr                                                       | Stáršij minno-artillerijskij soderžatel'                                      | Stáršij fel'dšer (1913—1915), Sanitarnyj konduktor (1915—1917)                | Аviacionnyj konduktor (1915—1917)                                             |

### Sequenza dei gradi militari della Marina dell'Impero russo
| Gradi militari della Rossijskij Imperatorskij Flot |                                                                               |                                  |
| Grado inferiore: Bocman (Боцман)                   | Gardemarin (Гардемарин) Konduktor (Кондуктор) Stáršij bocman (Старший боцман) | Grado superiore: Mičman (Мичман) |

Nei servizi costieri, nell'ammiragliato e nella fanteria di marina la denominazione del grado era Morskoj podpraporščik (cirillico: Морской подпрапорщик).

## Svezia
Konduktör era un grado per gli ufficiali di fortezza, e corrispondeva al tenente e al Fänrik.  All'inizio del XVIII secolo coloro che avevano avuto il grado di Konduktör vennero rinominati tenenti, e all'ufficiale di grado più basso fu assegnato il titolo di Konduktör. In seguito alla riorganizzazione del 1811 il Konduktör venne rinominato semplicemente sottotenente e allo stesso tempo tutti i sottufficiali furono nominati Underkonduktör; Nel 1845 i sottufficiali furono poi divisi in Konduktör, che allora corrispondevano ai fanjunkers, e  Underkonduktör, che corrispondevano ai sergenti